# Natalino Libralesso
Natalino Libralesso, detto Ennio, noto anche con lo pseudonimo di Stefano Carraro (Roma, 22 novembre 1941 – Roma, 6 marzo 2021), è stato un doppiatore italiano.

## Biografia
Iniziata la carriera come speaker radiofonico del Giornale Radio Rai, ma a causa del contratto in esclusiva con la radio che a quell'epoca si firmava, iniziò a doppiare con lo pseudonimo Stefano Carraro. Tra gli attori a cui ha prestato la voce vi sono Charles Bronson ne Il giustiziere della notte 4, Roy Scheider in Una lama nel buio, Liam Neeson in Ethan Frome - La storia di un amore proibito. Tra i personaggi dell'animazione, é noto per essere stato la prima voce di Peter Parker/l'Uomo Ragno nella prima serie animata dell'Uomo Ragno e per aver doppiato Negaduck in Darkwing Duck.

## Doppiaggio

### Film cinema
- William Powell nei ridoppiaggi di L'uomo ombra, Dopo l'uomo ombra, L'uomo ombra torna a casa e nel doppiaggio tardivo di L'ombra dell'uomo ombra
- François Truffaut in Il ragazzo selvaggio
- Corrado Pani in La minorenne
- Charles Bronson in Il giustiziere della notte 4
- Roy Scheider in Una lama nel buio
- John Heard in Il bacio della pantera
- Liam Neeson in Ethan Frome - La storia di un amore proibito
- Robert Englund in Wishmaster - Il signore dei desideri
- Ronny Cox in Capitan America
- Eric Idle in Barbagialla, il terrore dei sette mari e mezzo

### Film d’animazione
- Superciuk, Conte Oliver, La Cariatide e Mr. Smith in Alan Ford e il gruppo TNT contro Superciuk
- Balton in Ni no kuni

### Telefilm
- Michael Woods in L'onore della famiglia
- Raymond Petra in Il tesoro del castello senza nome
- Lyle Waggoner in Wonder Woman
- John Nettles in L'asso della Manica
- Gary Collins in Nata libera
- Tobin Bell in Walker Texas Ranger
- Lee Horsley in Paradise e Matt Houston
- Frank Aendenboom in Gianni e il magico Alverman
- Earl Holliman in Pepper Anderson - Agente speciale
- Carl Weathers in Street Justice

### Film tv
- Bill Bixby in La rivincita dell'Incredibile Hulk e Processo all'Incredibile Hulk

### Cartoni animati e anime
- Negaduck in Darkwing Duck
- Duca in Albert il quinto moschettiere
- Gorgo in Starzinger
- Talpa in Topo e Talpa
- Il Cavaliere e Dr. Perkins in Charlotte
- Johnny Storm/Torcia Umana in I Fantastici Quattro
- il Visconte Barnes in Lady Georgie
- Bonkers e re Robin ne Il magico mondo di Gigì
- Peter Parker/Spiderman in L'Uomo Ragno
- Barone Neelon in La principessa Zaffiro
- Blaster numero 2 in Astroganga
- Asso di Picche in Sbarbino il pirata